# Allium rinae
Allium rinae är en amaryllisväxtart som beskrevs av F.O.Khass., Shomur. och Tojibaev. Allium rinae ingår i släktet lökar, och familjen amaryllisväxter. Inga underarter finns listade i Catalogue of Life.